# 1963 v hudbě
Tento článek obsahuje události související s hudbou, které proběhly v roce 1963.

## Události
- 1. ledna – The Beatles se vydali na pětidenní turné po Skotsku, aby propagovali svůj nový singl Love Me Do.
- 16. února – singl Please Please Me od The Beatles poprvé vystoupal až na vrchol britské singlové hitparády
- The Beatles nahráli své první album Please Please Me
- vzniká britská skupina The Kinks
- vzniká britská skupina Herman's Hermits
- vzniká skupina Olympic
- vzniká irská skupina Wolfe Tones

## Vydaná alba
- Bill Haley and His Comets – Bill Haley & His Comets
- The Black Saint and the Sinner Lady – Charles Mingus
- Carnaval de Ritmos Modernos – Bill Haley & His Comets
- The Composer of Desafinado, Plays – Antonio Carlos Jobim
- The Concert Sinatra – Frank Sinatra
- Ella and Basie! – Ella Fitzgerald a Count Basie
- Ella Sings Broadway – Ella Fitzgerald
- Ella Fitzgerald Sings the Jerome Kern Songbook – Ella Fitzgerald
- The Freewheelin' Bob Dylan – Bob Dylan
- Getz/Gilberto – Stan Getz a João Gilberto
- I Left My Heart in San Francisco – Tony Bennett
- In Dreams – Roy Orbison
- Joan Baez in Concert, Part 2 – Joan Baez
- Little Deuce Coupe – The Beach Boys
- Live at the Apollo – James Brown
- Live at Birdland – John Coltrane
- Madison – Bill Haley & His Comets
- Mingus Mingus Mingus Mingus Mingus – Charles Mingus
- Mingus Plays Piano – Charles Mingus
- Rock Around the Clock King – Bill Haley & His Comets
- Sinatra–Basie: An Historic Musical First – Frank Sinatra a Count Basie
- Sinatra's Sinatra – Frank Sinatra
- Surfin' USA – The Beach Boys
- Surfer Girl – The Beach Boys
- These Are the Blues – Ella Fitzgerald
- With the Beatles – The Beatles

## Největší hity
- Please Please Me – The Beatles
- Ring of Fire – Johnny Cash
- She Loves You – The Beatles
- Love Me Do – The Beatles
- I Want to Hold Your Hand – The Beatles
- From Me to You – The Beatles
- In Dreams – Roy Orbison
- Blue Bayou – Roy Orbison
- Mean Woman Blues – Roy Orbison
- Pretty Paper – Roy Orbison
- Brown Eyed Handsome Man – Buddy Holly
- Twenty Four Hours From Tulsa – Gene Pitney
- If I Had A Hammer – Peter, Paul and Mary
- All My Loving – The Beatles
- If I Had A Hammer – Trini Lopez
- I Only Want To Be With You – Dusty Springfield

## Vážná hudba
- Igor Stravinsky – Abraham and Isaac

## Narození
- 17. února – Karel Tomek, český varhaník, sbormistr, skladatel, zakladatel sboru Musica Animata
- 8. dubna – Julian Lennon, syn Johna Lennona
- 27. května – Gonzalo Rubalcaba, kubánský jazzový klavírista
- 25. června – George Michael, britský zpěvák
- 22. srpna – Tori Amos, americká písničkářka
- 26. prosince – Lars Ulrich, bubeník skupiny Metallica

## Úmrtí
- 5. března – Patsy Cline, americká zpěvačka popu a country (při leteckém neštěstí)
- 11. října – Édith Piaf, francouzská šansonierka